# 1503

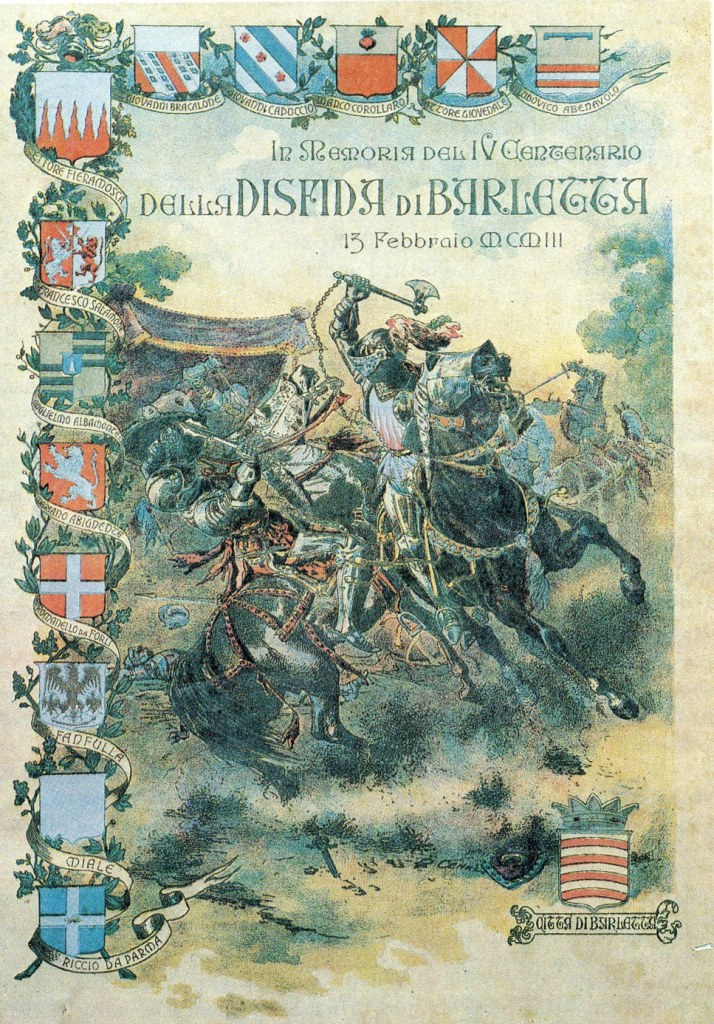
Ettore Fieramosca in La disfida di Barletta

Il 1503 (MDIII in numeri romani) è un anno  del XVI secolo.

## Eventi
- 13 febbraio – Disfida di Barletta (tredici cavalieri italiani vincono altrettanti francesi).
- 22 febbraio – Battaglia di Ruvo (battaglia tra spagnoli e francesi avvenuta a Ruvo di Puglia).
- 20 marzo – Termina la Guerra turco-veneziana: il trattato di pace firmato tra le parti sancisce la vittoria dell'Impero ottomano, che conquista Corone, Modone e Lepanto.
- 28 aprile – Battaglia di Cerignola (gli spagnoli vincono i francesi).
- 18 agosto – muore papa Alessandro VI.
- 22 settembre – Francesco Nanni Todeschini Piccolomini viene eletto Papa con il nome di Pio III.
- 18 ottobre – muore papa Pio III dopo soli 26 giorni di pontificato.
- 26 novembre – Giuliano della Rovere viene eletto Papa con il nome di Giulio II.
- 29 dicembre – Battaglia del Garigliano: L'esercito dell'Impero spagnolo infligge una decisiva sconfitta all'esercito del Regno di Francia. Gli Spagnoli sono ormai i padroni indiscussi dell'Italia meridionale.
- Viene eretta la diocesi di Alghero.
- Cristoforo Colombo scopre le Isole Cayman e le battezza Las Tortugas a causa delle numerose tartarughe marine che vi sono presenti.
- La Spagna ultima la conquista di Santo Domingo.
- Amerigo Vespucci compie il suo terzo ed ultimo viaggio in Sudamerica; questa volta si spinge forse fino alle coste dell'Uruguay.
- Il primo carico di schiavi neri arriva in America
- Leonardo Da Vinci comincia a dipingere la Gioconda, il più famoso quadro al mondo, attualmente esposto al museo del Louvre a Parigi.

## Nati

### Gennaio
- 11 gennaio - Parmigianino, pittore italiano († 1540)

### Febbraio
- 24 febbraio - Johann Gropper, cardinale tedesco († 1559)

### Marzo
- 4 marzo - Elisabetta d'Assia, principessa († 1563)
- 4 marzo - Umberto Locati, vescovo cattolico italiano († 1587)
- 10 marzo - Ferdinando I d'Asburgo, imperatore († 1564)
- 17 marzo - Niccolò Ardinghelli, cardinale italiano († 1547)
- 19 marzo - Benedetto Varchi, umanista, scrittore e storico italiano († 1565)

### Aprile
- 6 aprile - Jakob Micyllus, umanista tedesco († 1558)
- 18 aprile - Enrico II di Navarra, re († 1555)

### Maggio
- 1º maggio - Celio Secondo Curione, umanista italiano († 1569)

### Giugno
- 19 giugno - Isabella Sforza, letterata italiana († 1561)
- 28 giugno - Giovanni Della Casa, letterato, scrittore e arcivescovo cattolico italiano († 1556)
- 30 giugno - Giovanni Federico I di Sassonia, tedesco († 1554)

### Luglio
- 13 luglio - Giovanni Trevisan, abate e patriarca cattolico italiano († 1590)
- 23 luglio - Anna Jagellone, principessa ungherese († 1547)

### Agosto
- 12 agosto - Cristiano III di Danimarca, re († 1559)

### Settembre
- 8 settembre - Shimazu Katsuhisa, militare giapponese († 1573)
- 13 settembre - John Leland, antiquario e poeta inglese († 1552)
- 20 settembre - Andrzej Frycz Modrzewski, filosofo, teologo e scrittore polacco († 1572)

### Ottobre
- 24 ottobre - Isabella d'Aviz († 1539)

### Novembre
- 11 novembre - Martín Pérez de Ayala, arcivescovo cattolico spagnolo († 1566)
- 12 novembre - Filippo duca del Palatinato-Neuburg, nobile tedesco († 1548)
- 13 novembre - Ippolita Gonzaga, nobile italiana († 1570)
- 17 novembre - Agnolo Bronzino, pittore italiano († 1572)
- 19 novembre - Pier Luigi Farnese, nobile italiano († 1547)

### Dicembre
- 20 dicembre - Cosimo Bartoli, umanista, scrittore e filologo italiano († 1572)

### Senza giorno specificato
- Salvatore Alepus, arcivescovo cattolico spagnolo († 1566)
- Veit Amerbach, teologo tedesco († 1557)
- Andō Morinari, militare giapponese († 1582)
- Maria d'Aragona, nobildonna italiana († 1568)
- Aleramo Beccuti, giurista italiano († 1574)
- Giovanni Battista Boiardo, nobile († 1528)
- Matteo Bruni, giurista italiano († 1575)
- Pedro de Campaña, pittore fiammingo († 1580)
- Alessandro Caravia, poeta italiano († 1568)
- Bartolomé Carranza, arcivescovo cattolico e teologo spagnolo († 1576)
- Chōsokabe Kunichika, militare giapponese († 1560)
- Robert Estienne, editore, filologo classico e grammatico francese († 1559)
- Marino Freccia, giurista, storico e nobile italiano († 1566)
- Giandomenico Gagini, scultore italiano († 1560)
- Giacomo Grimaldi Durazzo, doge († 1579)
- Diego Hurtado de Mendoza y Pacheco, poeta, umanista e diplomatico spagnolo († 1575)
- Kitabatake Harutomo, militare giapponese († 1563)
- Silvestro Landino, gesuita italiano († 1554)
- Livieno da Anversa, pittore e architetto olandese († 1578)
- Giovan Battista Mantovano, pittore e incisore italiano († 1575)
- Coriolano Martirano, umanista, drammaturgo e vescovo cattolico italiano († 1557)
- Jeronima Merlini, italiana († 1529)
- Benedetto Pagni, pittore italiano († 1578)
- Aonio Paleario, umanista italiano († 1570)
- Lorenzo di Piero Ridolfi, politico italiano († 1576)
- Henry Seymour, nobile inglese († 1578)
- Peder Skram, ammiraglio danese († 1581)
- Tomé de Sousa, esploratore e militare portoghese († 1579)
- Jean Suau, cardinale e vescovo cattolico francese († 1566)
- Michele di Ridolfo del Ghirlandaio, pittore italiano († 1577)
- Isabella Villamarina, letterata e nobile italiana († 1559)
- Thomas Wyatt, poeta e diplomatico inglese († 1542)
- Yu Dayou, generale cinese († 1579)
- Yūki Masakatsu, militare giapponese († 1559)
- Pero de Góis, politico e militare portoghese († 1554)
- Nostradamus, astrologo, scrittore e farmacista francese († 1566)

## Morti

### Gennaio
- 1º gennaio - Oliverotto da Fermo, condottiero e nobile italiano (n. 1475)
- 18 gennaio - Francesco Orsini, nobile e condottiero italiano (n. 1455)
- 18 gennaio - Paolo Orsini, condottiero italiano (n. 1450)

### Febbraio
- 11 febbraio - Elisabetta di York, regina britannica (n. 1466)
- 15 febbraio - Henry Deane, arcivescovo inglese
- 22 febbraio - Giovanni Battista Orsini, cardinale e vescovo cattolico italiano

### Marzo
- 11 marzo - Giovanni Stewart, conte di Mar, principe scozzese (n. 1479)
- 14 marzo - Fryderyk Jagiellończyk, cardinale e arcivescovo cattolico polacco (n. 1468)

### Aprile
- 7 aprile - Sofia Paleologa, nobildonna
- 8 aprile - Rinaldo d'Este, religioso e condottiero italiano (n. 1435)
- 11 aprile - Giovanni Michiel, cardinale italiano (n. 1446)
- 12 aprile - Marietta di Patrasso, greca
- 28 aprile - Louis d'Armagnac, generale francese (n. 1472)
- 29 aprile - Silvestro Calandra, italiano
- 30 aprile - Vicente Sodré, militare e esploratore portoghese

### Maggio
- 15 maggio - Giovanni Caroli, teologo italiano (n. 1428)
- 20 maggio - Lorenzo il Popolano, banchiere, politico e ambasciatore italiano (n. 1463)
- 30 maggio - Barbara Gonzaga, nobile italiana (n. 1455)

### Giugno
- 2 giugno - Chiara Gonzaga, nobile (n. 1464)
- 17 giugno - Giorgio Brigno, scultore italiano

### Luglio
- 3 luglio - Pierre d'Aubusson, cardinale francese (n. 1423)
- 7 luglio - Alessandro Braccesi, umanista e diplomatico italiano (n. 1445)
- 7 luglio - Guglielmo IV di Brunswick-Lüneburg, duca (n. 1425)
- 24 luglio - Ludovica di Savoia (n. 1462)
- 31 luglio - Alessandro Carafa, arcivescovo cattolico italiano (n. 1430)

### Agosto
- 1º agosto - Giovanni Borgia, cardinale e arcivescovo cattolico spagnolo (n. 1446)
- 12 agosto - Anna Jagellona, principessa polacca (n. 1476)
- 18 agosto - Papa Alessandro VI, papa, vescovo e cardinale spagnolo (n. 1431)
- 18 agosto - Gerolamo Pallavicini, vescovo cattolico italiano

### Settembre
- 6 settembre - Felino Sandeo, giurista e vescovo cattolico italiano (n. 1444)
- 9 settembre - Filippo di Hochberg, nobile svizzero (n. 1453)
- 17 settembre - Giovanni Pontano, umanista e politico italiano (n. 1429)
- 30 settembre - Innico II d'Avalos, nobile e condottiero italiano (n. 1467)

### Ottobre
- 3 ottobre - Anton Koberger, orafo e tipografo tedesco
- 10 ottobre - Pietro II di Borbone, conte (n. 1438)
- 13 ottobre - Maddalena Panattieri, religiosa italiana (n. 1443)
- 18 ottobre - Papa Pio III, papa, vescovo cattolico e cardinale italiano (n. 1439)

### Novembre
- 10 novembre - Israhel van Meckenem, incisore e orafo tedesco
- 17 novembre - Bona di Savoia, duchessa (n. 1449)
- 20 novembre - Magnus II di Meclemburgo-Schwerin, duca (n. 1441)
- 23 novembre - Margherita di York, nobile inglese (n. 1446)
- 26 novembre - Filippo Galli, religioso e poeta italiano
- 27 novembre - Bernardino da Fossa, francescano e scrittore italiano (n. 1421)

### Dicembre
- 1º dicembre - Giorgio di Baviera, duca (n. 1455)
- 1º dicembre - Roberto del Palatinato, vescovo cattolico e generale tedesco (n. 1481)
- 21 dicembre - Lorenzo Cybo de Mari, cardinale e arcivescovo cattolico italiano
- 28 dicembre - Piero il Fatuo, politico e militare italiano (n. 1472)
- 29 dicembre - Fabio Orsini, condottiero italiano (n. 1476)
- 30 dicembre - Carlo Bembo, nobile (n. 1472)

### Senza giorno specificato
- Bartolomeo Averoldi, arcivescovo cattolico italiano
- Guido Brandolini, condottiero italiano (n. 1452)
- Andrea Bregno, scultore e architetto italiano
- Elisio Calenzio, umanista e poeta italiano (n. 1430)
- Jheronimus de Clibano, cantore e compositore fiammingo
- Antonio Corsetti, giurista e religioso italiano (n. 1450)
- Herman De Waghemakere, architetto fiammingo
- Girolamo di Giovanni di Camerino, pittore italiano
- Battista Guarino, educatore, umanista e filologo classico italiano (n. 1435)
- John Islay, Conte di Ross, nobile scozzese (n. 1434)
- Leonardo III Tocco, nobile
- Michele da Cuneo, navigatore italiano (n. 1448)
- Nigar Hatun, ottomana
- Giovanni Robobello, arcivescovo cattolico italiano
- Francesco di Savoia-Racconigi, marchese
- Peter Schöffer, tipografo tedesco
- Ermes Maria Sforza, nobile italiano (n. 1470)
- Sten Sture il Vecchio, sovrano (n. 1440)
- Tlilpotoncatzin, nobile azteco
- Giovanni Todeschino, miniatore italiano
- Leonardo Tola, condottiero italiano (n. 1449)
- Tuluva Narasa Nayaka, indiano
- Venanzio da Varano, condottiero e politico italiano (n. 1476)
- Borso da Correggio, politico e condottiero italiano
- Elisabetta di York, principessa inglese (n. 1444)

## Calendario
| Calendario 1503 | Calendario 1503 | Calendario 1503 | Calendario 1503 | Calendario 1503 | Calendario 1503 | Calendario 1503 | Calendario 1503 | Calendario 1503 | Calendario 1503 | Calendario 1503 | Calendario 1503 | Calendario 1503 | Calendario 1503 | Calendario 1503 | Calendario 1503 | Calendario 1503 | Calendario 1503 | Calendario 1503 | Calendario 1503 | Calendario 1503 | Calendario 1503 | Calendario 1503 | Calendario 1503 | Calendario 1503 | Calendario 1503 | Calendario 1503 | Calendario 1503 | Calendario 1503 | Calendario 1503 | Calendario 1503 | Calendario 1503 | Calendario 1503 |
| --------------- | --------------- | --------------- | --------------- | --------------- | --------------- | --------------- | --------------- | --------------- | --------------- | --------------- | --------------- | --------------- | --------------- | --------------- | --------------- | --------------- | --------------- | --------------- | --------------- | --------------- | --------------- | --------------- | --------------- | --------------- | --------------- | --------------- | --------------- | --------------- | --------------- | --------------- | --------------- | --------------- |
|                 | 1               | 2               | 3               | 4               | 5               | 6               | 7               | 8               | 9               | 10              | 11              | 12              | 13              | 14              | 15              | 16              | 17              | 18              | 19              | 20              | 21              | 22              | 23              | 24              | 25              | 26              | 27              | 28              | 29              | 30              | 31              |                 |
| Gennaio         | Do              | Lu              | Ma              | Me              | Gi              | Ve              | Sa              | Do              | Lu              | Ma              | Me              | Gi              | Ve              | Sa              | Do              | Lu              | Ma              | Me              | Gi              | Ve              | Sa              | Do              | Lu              | Ma              | Me              | Gi              | Ve              | Sa              | Do              | Lu              | Ma              |                 |
| Febbraio        | Me              | Gi              | Ve              | Sa              | Do              | Lu              | Ma              | Me              | Gi              | Ve              | Sa              | Do              | Lu              | Ma              | Me              | Gi              | Ve              | Sa              | Do              | Lu              | Ma              | Me              | Gi              | Ve              | Sa              | Do              | Lu              | Ma              |                 |                 |                 |                 |
| Marzo           | Me              | Gi              | Ve              | Sa              | Do              | Lu              | Ma              | Me              | Gi              | Ve              | Sa              | Do              | Lu              | Ma              | Me              | Gi              | Ve              | Sa              | Do              | Lu              | Ma              | Me              | Gi              | Ve              | Sa              | Do              | Lu              | Ma              | Me              | Gi              | Ve              |                 |
| Aprile          | Sa              | Do              | Lu              | Ma              | Me              | Gi              | Ve              | Sa              | Do              | Lu              | Ma              | Me              | Gi              | Ve              | Sa              | Do              | Lu              | Ma              | Me              | Gi              | Ve              | Sa              | Do              | Lu              | Ma              | Me              | Gi              | Ve              | Sa              | Do              |                 |                 |
| Maggio          | Lu              | Ma              | Me              | Gi              | Ve              | Sa              | Do              | Lu              | Ma              | Me              | Gi              | Ve              | Sa              | Do              | Lu              | Ma              | Me              | Gi              | Ve              | Sa              | Do              | Lu              | Ma              | Me              | Gi              | Ve              | Sa              | Do              | Lu              | Ma              | Me              |                 |
| Giugno          | Gi              | Ve              | Sa              | Do              | Lu              | Ma              | Me              | Gi              | Ve              | Sa              | Do              | Lu              | Ma              | Me              | Gi              | Ve              | Sa              | Do              | Lu              | Ma              | Me              | Gi              | Ve              | Sa              | Do              | Lu              | Ma              | Me              | Gi              | Ve              |                 |                 |
| Luglio          | Sa              | Do              | Lu              | Ma              | Me              | Gi              | Ve              | Sa              | Do              | Lu              | Ma              | Me              | Gi              | Ve              | Sa              | Do              | Lu              | Ma              | Me              | Gi              | Ve              | Sa              | Do              | Lu              | Ma              | Me              | Gi              | Ve              | Sa              | Do              | Lu              |                 |
| Agosto          | Ma              | Me              | Gi              | Ve              | Sa              | Do              | Lu              | Ma              | Me              | Gi              | Ve              | Sa              | Do              | Lu              | Ma              | Me              | Gi              | Ve              | Sa              | Do              | Lu              | Ma              | Me              | Gi              | Ve              | Sa              | Do              | Lu              | Ma              | Me              | Gi              |                 |
| Settembre       | Ve              | Sa              | Do              | Lu              | Ma              | Me              | Gi              | Ve              | Sa              | Do              | Lu              | Ma              | Me              | Gi              | Ve              | Sa              | Do              | Lu              | Ma              | Me              | Gi              | Ve              | Sa              | Do              | Lu              | Ma              | Me              | Gi              | Ve              | Sa              |                 |                 |
| Ottobre         | Do              | Lu              | Ma              | Me              | Gi              | Ve              | Sa              | Do              | Lu              | Ma              | Me              | Gi              | Ve              | Sa              | Do              | Lu              | Ma              | Me              | Gi              | Ve              | Sa              | Do              | Lu              | Ma              | Me              | Gi              | Ve              | Sa              | Do              | Lu              | Ma              |                 |
| Novembre        | Me              | Gi              | Ve              | Sa              | Do              | Lu              | Ma              | Me              | Gi              | Ve              | Sa              | Do              | Lu              | Ma              | Me              | Gi              | Ve              | Sa              | Do              | Lu              | Ma              | Me              | Gi              | Ve              | Sa              | Do              | Lu              | Ma              | Me              | Gi              |                 |                 |
| Dicembre        | Ve              | Sa              | Do              | Lu              | Ma              | Me              | Gi              | Ve              | Sa              | Do              | Lu              | Ma              | Me              | Gi              | Ve              | Sa              | Do              | Lu              | Ma              | Me              | Gi              | Ve              | Sa              | Do              | Lu              | Ma              | Me              | Gi              | Ve              | Sa              | Do              |                 |